# Finiquito
El finiquito es un documento que existe entre una empresa y un trabajador, en el cual el trabajador es liberado de trabajar pero la empresa le tiene que pagar una cantidad de dinero. Siempre y cuando el trabajador estaba en un puesto fijo.

## Características en Argentina
En Argentina el finiquito es más comúnmente llamado «indemnización». Por ejemplo: en el caso de despido sin justa causa de una trabajadora de casa particular (niñera, cocinera, limpiadora, etc.), el empleador deberá pagarle a la trabajadora una indemnización equivalente a un mes de sueldo por cada año de antigüedad o fracción mayor de tres meses, considerando la mejor remuneración del último año (o el tiempo de prestación del servicio si este fuera menor).

### Para trabajadoras de casas particulares
- En ningún caso la indemnización podrá ser inferior a un mes de sueldo.
- Por fallecimiento del trabajador: en este caso, los causahabientes (los herederos declarados) de la trabajadora tienen derecho a una indemnización del 50% de la prevista en caso de indemnización por despido.
- Por el fallecimiento del empleador: ante este caso, le corresponde al trabajador una indemnización del 50% de la prevista en caso de indemnización por despido.
- Por fallecimiento de la persona para cuya asistencia personal o acompañamiento se contrató al trabajador: el trabajador tiene derecho a una indemnización del 50% de la prevista en caso de indemnización por despido.
- Por despido sin expresión de causa o justificación.
- Si la trabajadora está embarazada y es despedida por ese motivo, el empleador tiene que pagarle una indemnización equivalente a un año de remuneraciones que se acumulan a la establecida para el caso de despido sin justa causa.
- Si la trabajadora está por contraer matrimonio y es despedida por ese motivo, el empleador tiene que pagarle una indemnización equivalente a un año de remuneraciones que se acumula a la establecida para el caso de despido sin justa causa.

## Características en España
El finiquito es un documento que pone fin de forma oficial toda relación laboral entre empleado y empleador de manera que, tanto el empresario como el trabajador, son libres de las obligaciones contractuales a partir de la fecha, como son la de abonar el sueldo por parte del empresario y la de trabajar a las órdenes de éste por parte del trabajador.
En el finiquito se plasma la propuesta de liquidación de las cantidades adecuadas por el empresario al trabajador con motivo de la extinción del contrato de trabajo, por mutuo acuerdo, despido, dimisión del trabajador o jubilación, entre otras causas establecidas en el artículo 49 del Estatuto de los Trabajadores y se divide en diversos apartados o secciones:

### Identificación
Recoge los datos identificativos de las partes presentes en el finiquito. Por un lado los datos de la empresa, con su correspondiente número fiscal. Y por el otro, los datos del empleado con su número de afiliación a la Seguridad social, y número de identificación fiscal procesal.

### Devengos
En este apartado se recogen todos los conceptos por los que el trabajador debe percibir dinero. Entre ellos están los días de sueldo no abonados, la indemnización, las partes proporcionales de las pagas extras, o los días de vacaciones no disfrutados.
Tendrán derecho a la indemnización por despido todos los trabajadores que hayan sido objeto de un despido disciplinario y se calculará atendiendo a los días que correspondan por año trabajo y al límite máximo permitido, según el salario diario.

### Deducciones
Frente a los devengos, enumera los conceptos por los que al trabajador se le retiene o retira dinero. Entre ellos el incumplimiento del preaviso marcado en convenio, los anticipos concedidos, o las cantidades correspondientes a la retención fiscal, si procede. Las indemnizaciones por despido quedarán exentas de dicha retención.

### Liquidación y firma
Se confrontan devengos y deducciones, obteniendo la cantidad a cobrar por el trabajador. Dicha cantidad no podrá ser nunca negativa. Esta cantidad deberá abonarse en el momento de la firma, bien en efectivo o talón bancario. En el momento de la firma el trabajador puede rechazar cualquier pago que pudiera corresponderle si no está de acuerdo con su cálculo, no firmando el finiquito, y puede solicitar la presencia de un representante legal de los trabajadores. Si decide firmar el finiquito, mediante el añadido "recibido no conforme" deja la puerta abierta a posibles reclamaciones de cantidad futuras. Hay que aclarar que la firma del finiquito no presupone la conformidad con el despido, sino la conformidad con la liquidación realizada por la empresa.
Para reclamar las cantidades adeudadas por la empresa, cuando esta no las pone a disposición del trabajador o éste no está de acuerdo con las calculadas, debe proceder a interponer una papeleta de conciliación en el Servicio de Conciliación, Mediación y Arbitraje, antes de poder acudir a la vía judicial.